# 1-й Институтский проезд
1-й Институтский проезд — проезд в Рязанском районе Юго-Восточного административного округа Москвы.

## Происхождение названия
Проезд получил своё название в 1960 году по расположенным поблизости научно-исследовательским институтам (по аналогии с другими «Институтскими» улицами района), в частности, по Федеральному научному агроинженерному центру ВИМ.

## Описание
Проезд проходит от 3-й Институтской до 1-й Институтской улицы. С юга примыкают 2-й Институтский проезд и 2-я Институтская улица.

## Примечательные здания и сооружения

### По нечётной стороне
- д. 3 — Машиностроительный завод опытных конструкций
- д. 5 — Федеральный научный агроинженерный центр ВИМ

### По чётной стороне
- д. 4 - Жилой дом индивидуального проекта, постройки 1956 года. Квартиры располагаются в шахматном порядке, вследствие чего высота потолков в одной квартире может меняться от 2,2 до 4,2 метра. Также есть квартиры с переменным уровнем пола.

## Транспорт
По улице общественный транспорт не ходит, ближайшая автобусная остановка расположена на улице Михайлова.

### Автобусы
51 138-й квартал Выхина —  Таганская
371 Платформа Чухлинка —  Рязанский проспект
725 Кузьминский парк — Волжский бульвар, 16